# Lubajn
Lubajn (arab. لبين) – miejscowość w Syrii, w muhafazie As-Suwajda. W 2004 roku liczyła 1730 mieszkańców.